# Domaine des Aravis
 (mai 2020).
Si vous disposez d'ouvrages ou d'articles de référence ou si vous connaissez des sites web de qualité traitant du thème abordé ici, merci de compléter l'article en donnant les références utiles à sa vérifiabilité et en les liant à la section « Notes et références ».
Le domaine des Aravis est un domaine skiable situé en Haute-Savoie réunissant les stations de sports d'hiver du Grand-Bornand, de La Clusaz, de Manigod et de Saint-Jean-de-Sixt. 

## Géographie

### Accès
L'accès au domaine skiable en voiture se fait par D909 depuis La Giettaz en passant par le col des Aravis ou depuis Annecy en passant par Thônes. Par la D12 depuis Faverges ou depuis Bonneville. Ou par la D4 depuis Cluses par le col de la Colombière.
L'accès en train se fait jusqu’à la gare d'Annecy puis en bus jusqu’à La Clusaz, Le Grand-Bornand ou Thônes.
L'accès en avion se fait jusqu’à l'aéroport international de Genève puis en bus.

### Stations
Le domaine skiable des Aravis se répartit sur quatre communes :
- Le Grand-Bornand ;
- La Clusaz ;
- Manigod ;
- Saint-Jean-de-Sixt.

L'absence de remontées mécaniques dans la vallée du Bouchet fait que le domaine est scindé en deux grands secteurs qui ne peuvent être reliés skis aux pieds. Cependant, les communes ont mis en place des liaisons par bus au départ des principales remontées mécaniques.

## Histoire
En 2020, une enquête publique est conduite pour réviser le Schéma de cohérence territoriale Fier-Aravis afin de développer le domaine avec notamment des télécabines entre les stations, deux complexes touristiques et de nouvelles pistes de ski.
Début 2023, le maire de la Clusaz annonce l'abandon du projet de remontée mécanique qui devait relier son village à celui du Grand Bornand. Cette annonce fait suite à celle des abandons successifs du complexe résidentiel, de l'extension du domaine skiable et de la retenue collinaire sur le plateau de Beauregard.